# Lenteknikkertje
Het lenteknikkertje (Phomatospora berkeleyi) is een schimmel behorend tot de familie Phomatosporaceae. Het komt voor in graslanden en hooilanden. Het leeft saprotroof op kruidige waardplanten en op stengels van allerlei dode grassoorten.

## Kenmerken
De peritecia zijn kleine structuren met een diameter tot 0,2 mm, subglobulair van vorm en bruinzwart van kleur. Ze zijn verzonken in het substraat en hebben alleen een korte, conische papil aan het oppervlak. De asci, die 70-90 x 4-5 µm groot zijn, zijn cilindrisch van vorm met een korte steel. Ze zijn dunwandig en bevatten elk 8 ascosporen gerangschikt in één rij. De sporen zijn elliptisch-spoelvormig, met afmetingen van 7-9,5 x 2,5-3 µm. Ze zijn hyaliene van kleur en hebben op elk uiteinde een opvallende oliedruppel.

## Verspreiding
In Nederland komt het lenteknikkertje uiterst zeldzaam voor.